# منتخب جزر سليمان لسباعيات الرغبي للسيدات
منتخب جزر سليمان لسباعيات الرغبي للسيدات (بالإنجليزية: Solomon Islands women's national rugby sevens team)‏ هو ممثل جزر سليمان الرسمي في المنافسات الدولية في سباعيات الرغبي للسيدات .